# Dutula Marisa
Dutula Marisa är ett vattendrag i Indonesien.   Det ligger i provinsen Gorontalo, i den norra delen av landet, 1 800 km öster om huvudstaden Jakarta.